# Nazionale femminile di pallavolo della Norvegia
La nazionale femminile di pallavolo della Norvegia è una squadra europea composta dalle migliori giocatrici di pallavolo della Norvegia ed è posta sotto l'egida della Federazione pallavolistica della Norvegia.

## Risultati
La nazionale femminile di pallavolo della Norvegia non ha mai partecipato ad alcuna competizione.